# Paradis perdu (nouvelle)
Paradis perdu (Hills Like White Elephants) est une nouvelle d'Ernest Hemingway, parue aux États-Unis dans la revue Transition en 1927. 
La nouvelle est d'abord traduite en France par Henri Robillot sous le titre Paradis perdu en 1949 dans une version tronquée. Elle est incluse en France dans le recueil de nouvelles intitulé Paradis perdu, suivi de La Cinquième Colonne, qui est lui-même une traduction partielle du recueil original The Fifth Column and the First Forty-Nine Stories, publié aux États-Unis en 1938. 
En 1992, dans la revue littéraire L'Infini no 37, Philippe Sollers donne une traduction intégrale de la nouvelle sous le titre Collines comme des éléphants blancs, qui reprend mot à mot le titre original.

## Résumé
Dans une petite gare d'Espagne, un couple mal assorti doit tuer le temps en attendant l'express de Barcelone à destination de Madrid qui doit arriver dans quarante minutes. La chaleur est suffocante. La fille demande à boire et l'Américain commande de la bière. C'est à ce moment que la fille observe au loin la ligne des collines, blanches dans le soleil comme, dit-elle, « des éléphants blancs ». Mais l'Américain lui répond sèchement qu'il n'en a jamais vu. 
Pour détendre l'atmosphère, à la demande de la fille, l'homme commande deux Anis del Toro, une boisson au goût de réglisse, ce qui donne un prétexte à la fille pour faire allusion à l'alcoolisme de son compagnon. Chacun tente toutefois de garder son calme. La conversation reprend sur ce que suggère la forme, au loin, des collines, mais dévie subitement sur des allusions à une opération que doit subir la fille. L'Américain la rassure : « On sera très bien après. Exactement comme on était avant. » Mais la fille, nommée Jig, est inquiète, et l'homme affirme qu'elle ne doit pas le faire si elle ne le veut pas vraiment. Il le lui réaffirme un peu plus tard, mais la jeune femme demeure nerveuse et dubitative : elle regarde toujours, au loin, les collines comme des éléphants blancs.
Peu après, l'Américain sort les valises pour les déposer sur le quai. Quand il revient dans la gare, où les voyageurs sont maintenant plus nombreux, Jig se sent mieux.

## Thème
Sans le nommer (pour éviter la censure), Hemingway traite ici de la difficile décision pour une femme de se faire avorter et de renoncer au rêve d'avoir un enfant qui apparaît dès lors aussi chimérique que les collines comme des éléphants blancs.

## Sources
- Baker, Carlos. Hemingway : The Writer as Artist, Princeton University Press, 1972.  (ISBN 0-691-01305-5)
- Ernest Hemingway (trad. de l'anglais), Nouvelles complètes, Paris, Éditions Gallimard, coll. « Quarto », 1999, 1227 p. (ISBN 2-07-075517-7, OCLC 41374606).
- Meyers, Jeffrey. Hemingway: A Biography, Londres, Macmillan, 1985  (ISBN 0-333-42126-4)